# Valeri Didenko
Valeri Didenko (n. 4 martie 1946, Pușkino, RSFS Rusă, URSS) este un canoist ce a reprezentat Uniunea Republicilor Sovietice Socialiste, medaliat olimpic. A participat la o ediție a Jocurilor Olimpice (1972) în care a câștigat o medalie de aur.

## Participări
Lista de mai jos prezintă principalele competiții la care a participat Valeri Didenko de-a lungul carierei.
- canoeing at the 1972 Summer Olympics – men's K-4 1000 metres[*]